# MFSK
MFSK (ang. Multiple Frequency-Shift Keying) – odmiana modulacji FSK, w której kluczuje się więcej niż dwie częstotliwości. Stosowana jest w sygnalizacji DTMF (tzw. wybieranie dwutonowe wieloczęstotliwościowe).